# ٺ
Ṭhaʾ (ٺ) est une lettre additionnelle de l’alphabet arabe utilisée dans l’écriture de l’od et du sindhi dans laquelle elle représente une consonne occlusive rétroflexe sourde aspirée [ʈʰ].